# Slamnjak
Slamnjak – wieś w Słowenii, w gminie Ljutomer. W 2018 roku liczyła 167 mieszkańców.